# Condado del Palancar
El Condado del Palancar es un título nobiliario español creado por el rey Carlos II el 18 de junio de 1667 a favor de Juan de Castilla Infante y Parrales.

## Condes del Palancar
|                        | Titular                             | Periodo                |
| Creación por Carlos II | Creación por Carlos II              | Creación por Carlos II |
| ---------------------- | ----------------------------------- | ---------------------- |
| I                      | Juan de Castilla Infante y Parrales | 1667-                  |
| II                     | Manuel Lozada y Sánchez-Arjona      | 1916-1951              |
| III                    | José María Lozada y Lazo            | 1951- ?                |
| IV                     | Bernardo Lozada y Lazo              | ? -2008                |
| V                      | Manuel Lozada de la Cova            | 2010-actual titular    |

## Historia de los condes del Palancar
- Juan de Castilla Infante y Parrales, I conde del Palancar, I vizconde de Guadalupe.

Rehabilitado en 1916 por:
- Manuel Lozada y Sánchez-Arjona (1878-1956), II conde del Palancar, III conde de Bagaes, VI conde del Álamo, II vizconde de Guadalupe (rehabilitado a su favor en 1916).

1. Casó con María de los Dolores Lazo y García.

Le sucedió su hijo:
- José María Lozada y Lazo, III conde del Palancar, III vizconde de Guadalupe.

Le sucedió su hermano:
- Bernardo Lozada y Lazo (f. en 2008),  IV conde del Palancar, IV conde de Bagaes, III vizconde de Guadalupe.

1. Casó con María de la Concepción de la Cova y Benjumea.

Le sucedió su hijo:
- Manuel Lozada de la Cova (n. en 1942), V conde del Palancar.